# ルーキタエ
ルーキタエ（本名非公表、1985年〈昭和60年〉5月19日 - ）は、日本のタレント、DJ。大阪府枚方市出身。所属事務所はハーデスエンタテインメントを経てShowtitle。
女性エンターテインメイト集団「あやまんJAPAN」の元メンバー。愛称はルー様。

## 来歴
- 身長165cm。江戸川女子高等学校、趣味は音楽鑑賞・映画観賞。特技はおしゃれ。
- 「あやまんJAPAN」結成の半年後に、ファンタジスタさくらだに誘われて加入した[1]。自称「お尻担当」の中心メンバーとしてパフォーマンスや歌手活動などを行う。
- 2013年より『DJ LOU from あやまんJAPAN』名義で、新宿・渋谷などを中心にDJ活動を行っている。
- 2014年に語学・DJの勉強にアメリカへ短期留学[2][3]。
- 2015年3月末をもってグループを卒業。理由は特に無いが「興味があることが沢山あり過ぎて片っ端から経験して行きたい」と語る[4]。
- 2023年2月5日に入籍し、2024年3月10日に挙式を挙げたことを自身のInstagramにて公表した。

## 出演
- アンラッキー研究所サイテーな男に出会ってしまった女たちスペシャル（2012年1月2日、日本テレビ）

## 関連人物
- ファンタジスタさくらだ - 共にあやまんJAPAN結成時の元メンバー。